# Selenicereus

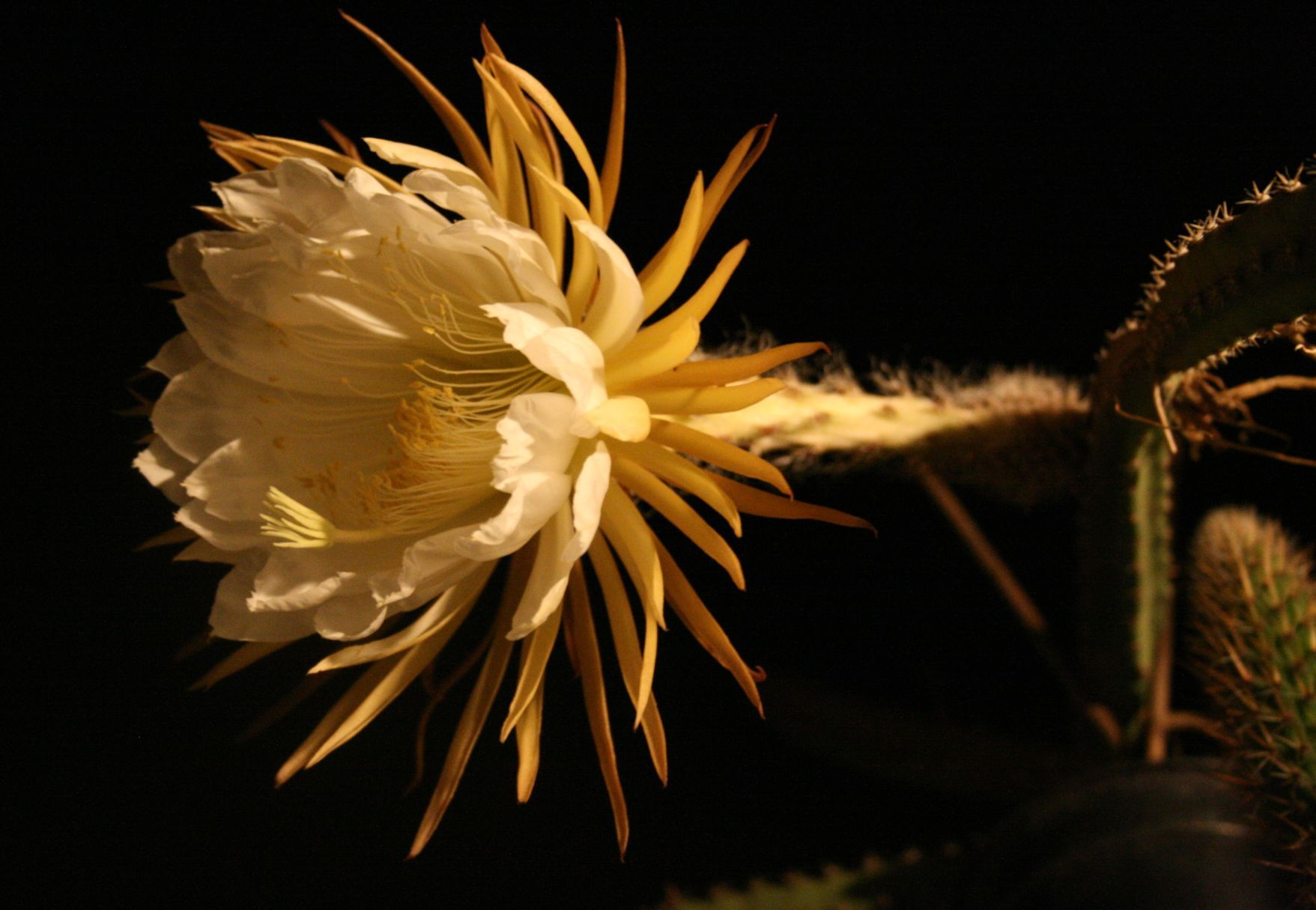
Selenicereus grandiflorus (éjkirálynő-kaktusz)

A Selenicereus nemzetségbe epifita kaktuszfajok tartoznak, melyek közül a Selenicereus grandiflorus faj az egyik legrégebben ismert és feltételezett gyógyhatása miatt régóta termesztett növény. A növény spanyol nevének (reina de la noche) fordítása alapján szokás az egész nemzetség fajait is éjkirálynő-kaktuszoknak is hívni.

## Elterjedésük és élőhelyük
Dél-Texastól Argentína északi tartományaiig valamint a Karib-szigetek. A Selenicereus grandiflorus faj termesztésből kivadulva a Föld trópusi területeinek nagy részén megtalálható. Eredeti élőhelyeik a száraz, ritkábban csapadékban gazdag trópusi és meleg mérsékelt övi erdők.

## Jellemzőik
Karcsú, 3-7 bordás, hosszú szárú, kúszó növekedésű, léggyökerekkel kapaszkodó fajok nemzetsége. Areoláik kicsik és csak apró töviseket hordozhatnak. Nagy fehér vagy krémsárga viráguk éjjel nyílik. A virágcső és a termés gyapjúszőrős. A gömbölyded terméseik szemölcsösek, tövisesek.
A nemzetséget az Epiphyllum és Hylocereus nemzetséghez hasonlóan nagy virágú, éjjel nyíló fajok alkotják, azonban azoktól elkülönülnek bordázott szárukkal és töviseket hordozó pericarpiumukkal. Molekuláris adatok alapján sorolták át a korábbi Salm-Dyckia Hunt alnemzetséget a Hylocereus genusba, valamint hozták létre a Strophocactus nemzetséget, melyet az Echinocereeae tribusba soroltak át. A DNS-vizsgálatok kiterjesztésével további fajok reklasszifikálása is várható még.

## Fajok
- Selenicereus anthonyanus (Alexander) D. R. Hunt Bradleya 7: 93 (1989)
- Selenicereus atropilosus Kimn. in CSJ (USA) 50(6):268 (1978)
- Selenicereus bierianus Ralf Bauer NTA ms. (2003)
- Selenicereus chrysocardium (Alex.) Kimn. in Bradleya 9:90 (1991)
- Selenicereus grandiflorus (L) Br & R in Contr. US Nat. Herb. 12:430 (1909)
  - Selenicereus grandiflorus subsp. donkelaarii (S-D.) Bauer in CSI 17:46' (2003)
  - Selenicereus grandiflorus subsp. hondurensis (K. Sch.) Bauer in CSI 17:45' (2003)
  - Selenicereus grandiflorus subsp. lautneri Bauer in CSI 17:45' (2003)
- Selenicereus hamatus (Scheidw.) Br & R in Contr. US Nat. Herb. 12:430 (1909)
- Selenicereus inermis (Otto) Br & R in Cact. 2:207' (1920)
- Selenicereus murrillii Br & R in Cact. 2:206" (1920)
- Selenicereus nelsonii (Wgt.) Br & R in Cact. 4:283, 284" (1923)
- Selenicereus pteranthus (Lk. & Otto) Br & R in Contr. US Nat. Herb. 12:431 (1909)
- Selenicereus spinulosus (DC.) Br & R in Contr. US Nat. Herb. 12:431 (1909)
- Selenicereus vagans (K. Brand) Br & R in Cact. 2:205" (1920)
- Selenicereus validus S. Arias & U. Guzman in CSMex 40(2):27 (1995)

Mesterséges fajhibridek:
- Selenicereus × callianthus (S. grandiflorus × S. pteranthus) (Gaillard) Lindinger in Beit. Kennt. dikot. Pfl. BBC 61:385 (1942)